# Малх
Малх је личност Новог завета, роб првосвештеника који је учествовао у хапшењу Исуса Христа у Гетсиманском врту.

## Јеванђељски опис
Сви јеванђелисти извештавају о слуги првосвештеника који је учествовао у хапшењу Исуса Христа, али га само Јован Богослов назива Малхом и јавља да му је апостол Петар мачем одсекао уво. Само Лука извештава о излечењу роба.

## Јеванђељски текст

### Јеванђеље од Матеја
„И гле, један од оних који беху с Исусом пружи руку своју, извуче мач, удари слугу првосвештеника и одсече му ухо. Тада му Исус рече: Врати мач свој на његово место, јер сви који узму мач погибаће од мача; или мислиш да се сада не могу молити Оцу Своме, а Он ће ми представити више од дванаест легија анђела? Како ће се онда испунити Писмо, да тако мора бити?” (Мт. 26:51-54)

### Јеванђеље од Марка
„Један од оних који су тамо стајали извуче мач, удари првосвештеничког слугу и одсече му уво.” (Марко 14:47)

### Јеванђеље од Луке
„Они који беху с Њим, видећи куда иде, рекоше Му: Господе! Зар не би требало да ударимо мачем? И један од њих удари слугу првосвештеника и одсече му десно уво. Тада је Исус рекао: Остави то, доста. И дотакнувши се уха његовог, исцели га.” (Лука 22:49-51)

### Јеванђеље од Јована
„Симон Петар, имајући мач, извуче га, удари првосвештеничког слугу и одсече му десно уво. Слуга се звао Малх. Али Исус рече Петру: Заложи мач свој у корице; Да не пијем чашу коју ми је дао Отац?” (Јован 18:10-11)
Објашњавајућа Библија наследника А.П. Лопухина извештава да име Малх није јеврејско, већ арапско, и, вероватно, овај роб је био незнабожац по рођењу.

## Легенде
У легендама се Малх поистовећује са слугом првосвештеника Ане, који је ударио Исуса по образу говорећи: „Је ли ово одговор који дајете првосвештенику?“ (Јован 18:23). Као казну за своју дрскост, Малх је осуђен на вечност у подземној крипти, где непрестано хода око стуба. Ова легенда је забележена у белешкама италијанских ходочасника у Јерусалиму у 15-17 веку. С тим у вези, у италијанским легендама о Вечном Јеврејину, добио је име Малх.